# Željko Petrović
Željko Petrović (n. Nikšić, Montenegro; 13 de noviembre de 1965) es un exfutbolista y entrenador montegrenino que se desempeñaba como defensor y mediocampista:.
Es el entrenador del HŠK Zrinjski Mostar desde 2024.

## Selección nacional

### Participaciones en copas
| Copa                 | Sede    | Resultado        |
| -------------------- | ------- | ---------------- |
| Copa Mundial de 1998 | Francia | Octavos de final |

## Clubes

### Como jugador
| Club               | País         | Año       |
| ------------------ | ------------ | --------- |
| F. K. Budućnost    | Montenegro   | 1986-1990 |
| GNK Dinamo Zagreb  | Croacia      | 1990-1991 |
| Sevilla FC         | España       | 1991-1992 |
| FC Den Bosch       | Países Bajos | 1992-1994 |
| RKC Waalwijk       | Países Bajos | 1994-1996 |
| PSV Eindhoven      | Países Bajos | 1996-1997 |
| Urawa Red Diamonds | Japón        | 1997-2000 |
| RKC Waalwijk       | Países Bajos | 2000-2004 |

### Como entrenador
| Club                                      | País                 | Año           |
| ----------------------------------------- | -------------------- | ------------- |
| Boavista FC                               | Portugal             | 2006          |
| RKC Waalwijk                              | Países Bajos         | 2007-2008     |
| Hamburger SV(2º entrenador)               | Alemania             | 2008-2009     |
| West Ham(2º entrenador)                   | Inglaterra           | 2010          |
| Urawa Red Diamonds                        | Japón                | 2011          |
| Anzhi Makhachkala(2º entrenador)          | Rusia                | 2012-2013     |
| Al-Shaab CSC                              | EAU                  | 2013-2014     |
| Serbia(2º entrenador)                     | Serbia               | 2014          |
| Sunderland AFC                            | Inglaterra           | 2015          |
| ADO Den Haag                              | Países Bajos         | 2016-2017     |
| FC Utrecht                                | Países Bajos         | 2017-2018     |
| Botev Plovdiv                             | Bulgaria             | 2019          |
| Inter Zaprešić                            | Croacia              | 2020          |
| Feyenoord(2º entrenador)                  | Países Bajos         | 2020-2021     |
| Willem                                    | Países Bajos         | 2021          |
| Selección de futbol de Irak(2 entrenador) | Irak                 | 2021-2022     |
| Selección de futbol de Irak               | Irak                 | 2022          |
| Zrinjski Mostar                           | Bosnia y Herzegovina | 2024-presente |